# San Marino op de Olympische Zomerspelen 1992
San Marino nam deel aan de Olympische Zomerspelen 1992 in Barcelona, Spanje. Het was de achtste deelname van de ministaat.

## Deelnemers en resultaten

### Atletiek
| Olympiër                                                | Discipline   | Resultaat | Prestatie             |
| ------------------------------------------------------- | ------------ | --------- | --------------------- |
| Dominique Canti                                         | 100m (m)     | 49e       | serie 2: 6de in 10,80 |
| Aldo Canti                                              | 200m (m)     | 50e       | serie 7: 5de in 21,69 |
| Aldo Canti Dominique Canti Manlio Molinari Nicola Selva | 4x100m (m)   | 21e       | serie 4: 4de in 42,08 |
| Gian Luigi Macina                                       | marathon (m) | 66e       | 2:30.45               |

### Boogschieten
| Olympiër   | Discipline      | Resultaat | Prestatie                              |
| ---------- | --------------- | --------- | -------------------------------------- |
| Paolo Tura | individueel (m) | 73e       | plaatsingsronde: 73ste met 1130 punten |

### Judo
| Olympiër         | Discipline | Resultaat | Prestatie                                                                    |
| ---------------- | ---------- | --------- | ---------------------------------------------------------------------------- |
| Alberto Francini | -60kg (m)  | 17e       | 1ste ronde: V van GER Trautmann: ippon herkansingen: V van CAN Beaton: ippon |

### Schietsport
| Olympiër         | Discipline          | Resultaat | Prestatie                                                                                 |
| ---------------- | ------------------- | --------- | ----------------------------------------------------------------------------------------- |
| Giuliano Ceccoli | 10m luchtgeweer (m) | 43e       | kwalificatie: 43ste met 561 punten (94-91-92-97-92-95)                                    |
|                  |                     |           |                                                                                           |
| Francesco Amici  | trap                | 21e       | kwalificatie: 24ste met 142 punten (23-22-25-24-24-24) halve finale: 21ste met 188 punten |

### Tennis
| Olympiër                              | Discipline     | Resultaat | Prestatie                                                |
| ------------------------------------- | -------------- | --------- | -------------------------------------------------------- |
| Christian Forcellini Gabriel Francini | dubbelspel (m) | 17e       | 1ste ronde: V van GRE Bavelas/Efraimoglou: 1-6, 1-6, 2-6 |

### Wielersport
| Olympiër      | Discipline       | Resultaat | Prestatie      |
| ------------- | ---------------- | --------- | -------------- |
| Guido Frisoni | wegwedstrijd (m) | DNF       | niet gefinisht |

### Zwemmen
| Olympiër          | Discipline          | Resultaat | Prestatie                |
| ----------------- | ------------------- | --------- | ------------------------ |
| Roberto Pellandra | 50m vrije slag (m)  | 67e       | serie 2: 6de in 26,51    |
| Filippo Piva      | 50m vrije slag (m)  | 66e       | serie 2: 5de in 26,41    |
| Daniele Casadei   | 200m vrije slag (m) | 52e       | serie 1: 4de in 2.06,14  |
| Danilo Zavoli     | 100m schoolslag (m) | 50e       | serie 1: 1ste in 1.09,65 |
| Danilo Zavoli     | 200m schoolslag (m) | 47e       | serie 1: 3de in 2.34,87  |
|                   |                     |           |                          |
| Sara Casadei      | 50m vrije slag (v)  | 49e       | serie 1: 5de in 30,05    |

Albanië · Algerije · Amerikaanse Maagdeneilanden · Amerikaans-Samoa · Andorra · Angola · Antigua en Barbuda · Argentinië · Aruba · Australië · Bahama's · Bahrein · Bangladesh · Barbados · België · Belize · Benin · Bermuda · Bhutan · Bolivia · Bosnië en Herzegovina · Botswana · Brazilië · Britse Maagdeneilanden · Bulgarije · Burkina Faso · Canada · Centraal-Afrikaanse Republiek · Chili · China · Chinees Taipei · Colombia · Congo-Brazzaville · Cookeilanden · Costa Rica · Cuba · Cyprus · Denemarken · Djibouti · Dominicaanse Republiek · Duitsland · Ecuador · Egypte · El Salvador · Equatoriaal-Guinea · Estland · Ethiopië · Fiji · Filipijnen · Finland · Frankrijk · Gabon · Gambia · Gezamenlijk team · Ghana · Grenada · Griekenland · Groot-Brittannië · Guam · Guatemala · Guinee · Guyana · Haïti · Honduras · Hongarije · Hongkong · Ierland · IJsland · India · Indonesië · Irak · Iran · Israël · Italië · Ivoorkust · Jamaica · Japan · Jemen · Jordanië · Kaaimaneilanden · Kameroen · Kenia · Koeweit · Kroatië · Laos · Lesotho · Letland · Libanon · Libië · Liechtenstein · Litouwen · Luxemburg · Madagaskar · Malawi · Malediven · Maleisië · Mali · Malta · Marokko · Mauritanië · Mauritius · Mexico · Monaco · Mongolië · Mozambique · Myanmar · Namibië · Nederland · Nederlandse Antillen · Nepal · Nicaragua · Nieuw-Zeeland · Niger · Nigeria · Noord-Korea · Noorwegen · Oeganda · Oman · Oostenrijk · Pakistan · Panama · Papoea-Nieuw-Guinea · Paraguay · Peru · Polen · Portugal · Puerto Rico · Qatar · Roemenië · Rwanda · Saint Vincent‑Grenadines · Salomonseilanden · Samoa · San Marino · Saoedi-Arabië · Senegal · Seychellen · Sierra Leone · Singapore · Slovenië · Soedan · Spanje · Sri Lanka · Suriname · Swaziland · Syrië · Tanzania · Thailand · Togo · Tonga · Trinidad en Tobago · Tsjaad · Tsjecho-Slowakije · Tunesië · Turkije · Uruguay · Vanuatu · Venezuela · Verenigde Arabische Emiraten · Verenigde Staten · Vietnam · Zaïre · Zambia · Zimbabwe · Zuid-Afrika · Zuid-Korea · Zweden · Zwitserland · Onafhankelijke olympische deelnemers